# Georgios N. Chatzidakis

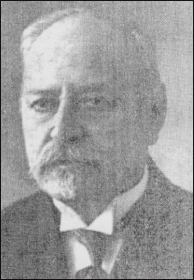
Georgios Hadzidakis (1915)

Georgios Nikolaou Chatzidakis (griechisch Γεώργιος Νικολάου Χατζιδάκις, auch in der Transkription Hatzidakis; * 11. November 1848 oder 23. November 1848 in Myrthios, Kreta; † 28. Juni 1941 in Athen) war ein griechischer Sprachwissenschaftler und Neogräzist. Er gilt als Begründer der modernen sprachwissenschaftlichen Erforschung der griechischen Sprache in ihrer gesamten geschichtlichen Entwicklung und war von 1890 bis 1923 der erste Professor für Sprachwissenschaft und Indologie (Sanskrit) an der Universität Athen.

## Leben
In der Familie beteiligte man sich traditionell an den Erhebungen auf der Insel Kreta gegen die Osmanische Herrschaft. Sein Großvater Kyriakos hatte als Hauptmann an dem Aufstand von 1821 teilgenommen, Georgios selbst nahm, nach dem Schulbesuch in Rethymno, im Alter von 18 Jahren an der Seite seines Vaters am Aufstand von 1866 teil. Nach weiteren drei Jahren Schulbesuch in Athen schrieb sich Chatzidakis an der Philosophischen Fakultät der Universität Athen für Klassische Philologie ein. 1877 gewann er in einem Universitätswettbewerb in Sprachwissenschaft ein Stipendium für ein weiteres Studium der Sprachwissenschaft in Deutschland, das er anschließend an den Universitäten Leipzig bei Georg Curtius und Karl Brugmann, Jena bei Eduard Sievers und Berthold Delbrück und Berlin bei Johannes Schmidt, also bei einigen Junggrammatikern wahrnahm. Seither stand Chatzidakis in Kontakt mit deutschen Forschern wie etwa auch mit dem über 15 Jahre jüngeren Albert Thumb, dessen Nekrolog er verfasste, und publizierte auch in deutscher Sprache, insbesondere die auch heute noch vielfach zitierte Einleitung in die neugriechische Grammatik. Nach seiner Rückkehr nach Griechenland war er zunächst Gymnasiallehrer in Athen und wurde im folgenden Jahr mit einer Dissertation Συμβολή εις την Ιστορίαν της Ελληνικής Γλώσσης („Beitrag zur Geschichte der griechischen Sprache“) an der dortigen Universität promoviert. Im selben Jahr noch wurde er zum Privatdozenten ernannt, 1885 zum außerordentlichen Professor, 1890 erhielt er den Lehrstuhl für Sprachwissenschaft und Indologie (Sanskrit), den er bis 1923 innehatte. 1897 ließ er sein Lehramt ruhen, um an der Seite seiner kretischen Landsleute für die Unabhängigkeit der Insel zu kämpfen. 1906 wurde er zum Prytanen („Rektor“) der Universität Athen gewählt, 1926 zum Mitglied und Vizepräsidenten der neugegründeten Akademie von Athen, deren Präsident er im darauffolgenden akademischen Jahr 1927/28 war. Als Prorektor schlägt er 1907 den Dichter Georgios Souris (Γεώργιος Σουρής, 1853–1919) für den Literatur-Nobelpreis vor. Zugleich war Chatzidakis der erste Präsident der 1925 gegründeten Universität Thessaloniki. Darüber hinaus war er Mitglied zahlreicher wissenschaftlicher Gesellschaften (1900 korrespondierendes Mitglied der Preußischen Akademie der Wissenschaften).

## Leistungen
Zu den sprachwissenschaftlichen Grundauffassungen Chatzidakis’ gehört die Ansicht, dass Sprache kein fabriziertes Produkt, sondern ein sich mit den Bedürfnissen des Menschen über die Generationen entwickelndes System ist. Auf die griechische Sprache bezogen, heißt das für Chatzidakis, dass die griechische Sprache in ihrer Entwicklung von homerischer Zeit bis in die Gegenwart eine einzige ist. Daher stellte er sich gegen die Ansicht, dass es in Griechenland eine Diglossie gebe, sondern behauptete, dass sich die gesprochene Sprache vielmehr in die historische Entwicklung der einen griechischen Sprache einreihe, und zeigte, dass sich die Katharevousa aus der alexandrinischen Koine entwickelt habe ebenso wie so gut wie alle neugriechischen Dialekte (Chatzidakis veröffentlichte auch zum Tsakonischen, dem einzigen Dialekt, der nicht auf die Koine zurückgeht, sondern auf seine antike dorische Vorstufe). In der griechischen Sprachfrage folgte Chatzidakis gegen Ioannis Psycharis, einen Befürworter der Volkssprache, dem Mittelweg des Adamantios Korais und bezog Position zugunsten der Katharevousa als Staatssprache.
Konsequenterweise schlug Chatzidiakis der griechischen Regierung 1908 unter dem Titel Ιστορικόν Λεξικόν της Ελληνικής Γλώσσης („Historisches Lexikon der griechischen Sprache“) das Projekt eines Lexikons ολοκλήρου της Ελληνικής γλώσσης από της πρώτης εμφανίσεώς της μέχρι σήμερον („der gesamten griechischen Sprache von ihrem ersten Auftreten bis in die Gegenwart“) vor, das die Entwicklung des griechischen Wortschatzes unter Berücksichtigung von Etymologie, Phonetik, Syntax und Semasiologie ausführlich und maßgeblich darstellen sollte. Zu diesem Zweck wurde mit Unterstützung insbesondere der Regierung von Eleftherios Venizelos ein Κέντρον Συντάξεως του Ιστορικού Λεξικού της Ελληνικής Γλώσσης („Zentrum für die Erstellung des Historischen Lexikons der griechischen Sprache“) gegründet. Ursprüngliches Ziel war es, zum hundertsten Jahrestag der Befreiung im Jahr 1921 mit der Publikation zu beginnen, doch konnte das Ziel aus verschiedenen Gründen, nicht zuletzt auch aufgrund des gigantischen Umfangs, nicht verwirklicht werden. Später wurde das inzwischen von der Akademie von Athen geführte Zentrum unter erheblicher Reduzierung des Programms umbenannt in Κέντρον Συντάξεως του Ιστορικού Λεξικού της Νέας Ελληνικής Γλώσσης („Zentrum für die Erstellung des Historischen Lexikons der neugriechischen Sprache“), 2003 erneut in Κέντρον Ερεύνης των Νεοελληνικών Διαλέκτων και Ιδιωμάτων – Ι.Λ.Ν.Ε. (= Ιστορικόν Λεξικόν της Νέας Ελληνικής, της τε κοινώς ομιλουμένης και των ιδιωμάτων’’; „Forschungszentrum für neugriechische Dialekte und Idiome – Historisches Lexikon der neugriechischen Sprache, der allgemein gesprochenen und der Idiome“).
Außerdem gehörte Chatzidakis der 1909 gegründeten Επιτροπή τοπωνυμιών (Ortsnamenkomitee) an, das im neuen griechischen Nationalstaat insbesondere im multiethnischen Nordgriechenland (Makedonien, Westthrakien) dem Innenministerium begründete Vorschläge zur hellenisierenden Umbenennung von Ortsnamen machte.

## Auszeichnungen und Ehrungen
- Αργυρός Σταυρός του Τάγματος του Σωτήρος („Silbernes Kreuz des Erlöser-Ordens“)
- Χρυσός Σταυρός του Τάγματος του Σωτήρος („Goldenes Kreuz des Erlöser-Ordens“)
- Σταυρός των Ανώτερων Ταξιαρχιών του Τάγματος του Φοίνικα („Kreuz der Großkommandeure des Phönix-Ordens“)
- Άρχων Μέγιστος Διδάσκαλος του Γένους („Oberster Lehrer des Volkes“, Titel verliehen vom Ökumenischen Patriarchat)
- 1898 Ehrendoktor der Universität Leipzig[2]

## Schriften (Auswahl)
- Συμβολή εις την Ιστορίαν της Ελληνικής Γλώσσης („Beitrag zur Geschichte der griechischen Sprache“). Diss. Athen.
- Einleitung in die neugriechische Grammatik. Leipzig 1892, Nachdruck: Hildesheim/Wiesbaden 1977 (Bibliothek indogermanischer Grammatiken, 5), online.
- Zur Abstammung der alten Makedonier. Athen 1897.
- Και πάλιν περί της Ελληνικότητος των Αρχαίων Μακεδόνων. („Noch einmal zum Griechentum der alten Makedonier“). Nachdruck: Περί του Ελληνισμού των Αρχαίων Μακεδόνων. 1992.
- Die Sprachfrage in Griechenland. Athen 1905, online.
- Μεσαιωνικά και Νέα Ελληνικά. 2 Bde., Athen 1905. („Studien zum Byzantinischen und Modernen Griechisch“).
- Σύντομος ιστορία της νεοελληνικης γλώσσης. Athen 1915. („Kurzgefasste Geschichte der neugriechischen Sprache“).
- Albert Thumb. In: Indogermanisches Jahrbuch 4, 1916, 235–241.
- Περί της διαιρέσεως της ιστορίας της ελληνικής γλώσσης εις διαφόρους περιόδους, in: Επετηρίς Εταιρείας Βυζαντινών Σπουδών 7, 1930, 227–230. („Über die Einteilung der Geschichte der griechischen Sprache in verschiedene Perioden“).